# Comparettia ignea
Comparettia ignea är en orkidéart som beskrevs av Pedro Ortiz Valdivieso. Comparettia ignea ingår i släktet Comparettia, och familjen orkidéer.
Artens utbredningsområde är Colombia. Inga underarter finns listade i Catalogue of Life.